# Cargovec
Cargovec is een plaats in de gemeente Vidovec in de Kroatische provincie Varaždin. De plaats telt 427 inwoners (2001).